# 塚口慶三郎
塚口 慶三郎（つかぐち けいざぶろう、1874年〈明治7年〉5月11日 - 1925年〈大正14年〉10月30日）は、日本の実業家。北海道鉄道専務取締役、東亜紡織発起人、秩父セメント取締役、日本フエルト取締役などを歴任した。

## 来歴・人物
和歌山県海草郡黒江町生まれ。旧制中学校卒業後、1896年高等商業学校（のちの一橋大学）卒業、日本鉄道入社。同社倉庫課で2年間勤務した。
川崎銀行庶務部長を経て、1918年に同行から鈴木商店（のちの味の素）に取締役として派遣されたが、1920年の戦後恐慌の際に経営危機に陥り引責辞任した。
同年東亜紡織発起人。1921年東京煉瓦監査役。1922年に中央毛糸紡績が設立されると同社取締役に就任。1923年に秩父セメントが設立されると同社取締役に就任。同年日本フエルト取締役。
北海道鉄道専務取締役、東京毛織常務取締役、総武銀行取締役、東京電球取締役、帝国堅紙取締役、如水会理事なども務めたが、1925年に52歳で死去した。住所は北豊島郡西巣鴨町巣鴨宮仲。

## 親族
神戸の素封家であった塚口彦七の養子となり、1893年に家督を相続した。旧姓花崎。妻・八重は樺正董の長女。